# 新大川橋
新大川橋（しんおおかわばし）は、福島県会津若松市にある道路橋である。当項では隣接する旧道橋である大川橋も記載する。

## 概要
- 全長：330.5 m
  - 主径間：66.9 m
- 幅員：8.0 m
- 形式：7径間連続鋼鈑桁橋
- 竣工：1977年
- 施工：片山ストラテック[1]

会津若松市南部に位置する大戸町大字芦牧にて一級水系阿賀野川水系阿賀川（大川）を渡り、国道118号（国道121号重用区間）を通す。橋上は上下対向2車線で供用されており、歩道は設置されていない。大川ダム建設により水没する区間の路線付け替えの為に建設された。

### 大川橋
- 全長：130 m
- 幅員：8.7 m
- 形式：鋼桁橋
- 竣工：1963年[2]

新大川橋のすぐ上流側にかけられている旧道橋であり、現在は会津若松市道幹Ⅱ-16号として供用されている。橋上は上下対向2車線で共用され、新大川橋と同様歩道は設置されていない。

## 沿革
- 1904年（明治37年）6月 - 先代の大川橋が木鉄ボーストリングトラス橋で架設される[3]。
- 1963年（昭和38年） - 現在の大川橋が架設される。
- 1977年（昭和52年） - 現在の新大川橋が架設される。
- 1993年（平成5年） - 国道118号の指定区間が延長され、国道118号、121号重用区間の橋梁となる。
- 2024年度 - 長寿命化に向けて補修工事が実施される。

## 周辺
- 芦ノ牧温泉
- 菅原神社